# Ângelo Gomes Pinheiro Machado
Ângelo Gomes Pinheiro Machado (Cruz Alta, 10 de março de 1861 — Rio de Janeiro, 2 de agosto de 1931) foi um político brasileiro. Exerceu o mandato de deputado federal constituinte pelo Rio Grande do Sul em 1891.